# Agramer Tagblatt
Das Agramer Tagblatt war eine deutschsprachige Tageszeitung mit Redaktionssitz in Zagreb (dt. Agram) in Kroatien (in Österreich-Ungarn).
Die Texte waren in Deutscher Schrift (Fraktur) geschrieben.
Im Impressum stand „Organ für Politik und Volkswirtschaft“.
Diese Tageszeitung existierte von 1885 („2. Jaenner“) bis 1923. Vorgänger war die Agramer Zeitung, die seit 1853 erschien.